# Scuola socio-analitica
La scuola socio-analitica è una scuola innovativa di psicologia del lavoro che nell'immediato dopoguerra, presso il Tavistock Institute of Human Relations di Londra, mise a punto un metodo di ricerca per applicare al comportamento sociale i fondamenti della psicoanalisi freudiana.

## Le due componenti del sistema impresa
I modelli organizzativi della cultura industriale hanno, pur nella loro diversità, un aspetto comune, ovvero riconoscere l'esistenza e i collegamenti delle due componenti base del sistema impresa, che sono la componente tecnico-organizzativa e la componente umana. In passato queste dimensioni sono state spesso rappresentate, alternativamente, secondo un modello di dipendenza e subordinazione l'una rispetto all'altra, se non addirittura in contrapposizione, una sorta di "Yin" e "Yang" che, nel cosmo industriale, lottano ma sono condannati a coesistere. In buona sostanza, la domanda fondamentale era se l'uomo dovesse adattare sé stesso, i suoi comportamenti, la sua motivazione, il modo con cui gestisce il suo ruolo alle esigenze della tecnologia e dell'organizzazione oppure se, viceversa, fossero queste ultime a dover essere progettate tenendo conto delle caratteristiche e dei vincoli posti dalle persone.
La supremazia, nel corso dell'ultimo secolo e mezzo, è stata spesso attribuita alla componente tecnico-organizzativa, soprattutto grazie al grande sviluppo dei modelli organizzativi derivati dal Taylorismo ed alle sue diverse applicazioni ed evoluzioni. Di contro, la componente umana ha spesso fatto fatica a prevalere, pur avendo avuto al suo fianco paladini autorevoli, primo fra tutti Elton Mayo.

## Modello dell'esagono
Finalmente, il modello dell'azienda come sistema aperto del Tavistock Institute ha sciolto il nodo: obiettivi e strategie, tecnologia, organizzazione, sistema sociale, persone sono variabili interdipendenti e con pari dignità ed importanza per l'azienda. Questo è noto anche come modello dell'esagono. Nella rappresentazione dell'esagono le sei variabili del sistema azienda sono raggruppate in tre famiglie: variabili  tecniche, sociali e socio-tecniche.

### Variabili tecniche
Le variabili tecniche rappresentano la struttura, i ruoli e i meccanismi operativi dell'azienda. Sono poste sul lato sinistro dell'esagono e riguardano gli aspetti tecnici e organizzativi. Struttura e ruoli sono le variabili organizzative per eccellenza e si riferiscono quindi a tutto ciò che è appartiene al dominio cognitivo e metodologico dell'organizzazione.
Le variabili struttura e ruoli riguardano quindi la struttura (organigramma, collegamenti gerarchici e funzionali tra le posizioni, modello organizzativo globale), la disposizione e il contenuto dei ruoli presenti nella struttura (scopo della posizione, responsabilità, attività, tempi e metodi di lavoro) e il disegno funzionale dell'organizzazione.
I meccanismi operativi sono i meccanismi organizzativi e gestionali che consentono e facilitano il funzionamento della macchina organizzativa e ne determinano le caratteristiche operative. Fanno parte quindi di questa famiglia le procedure, i regolamenti e le disposizioni interne, i sistemi di pianificazione, monitoraggio e controllo, il sistema informativo ed informatico, i regolamenti e le normative inerenti al  compito primario, il sistema di gestione e sviluppo delle risorse umane e il lay out.

### Variabili sociali
Le variabili sociali comprendono il clima, la cultura, i valori e le persone. Sono le variabili inerenti agli aspetti socio-psicologici del sistema azienda, il lato destro dell'esagono.
Clima, cultura e valori sono le componenti sociali del sistema azienda che definiscono gli elementi d'aggregazione, le caratteristiche, le finalità, le regole di comportamento e di relazione dei gruppi e delle persone all'interno dell'organizzazione e verso l'esterno.
Le persone sono il patrimonio di risorse umane dell'organizzazione descritto in termini di qualità, quantità, adeguatezza al ruolo, potenzialità di crescita, competenze, professionalità.

### Variabili socio-tecniche
Le variabili socio-tecniche comprendono gli obiettivi, le strategie e il sistema premiante. Sono variabili di natura mista, sia tecnica sia sociale e si collocano sui due vertici contrapposti, superiore ed inferiore, dell'esagono. Gli obiettivi e le strategie sono il ponte che connette il sistema azienda con il suo ambiente di riferimento e consentono di tradurre le opportunità ed i vincoli posti dall'ambiente in requisiti e linee guida per il sistema stesso. Il sistema premiante include i principi, le modalità e le regole attraverso cui si premiano i risultati e i comportamenti attesi. La parte tecnica del sistema premiante riguarda gli aspetti collegati al ruolo, alla prestazione, agli obiettivi. La parte sociale coinvolge invece gli aspetti motivazionali e comportamentali.

### Applicazione del modello dell'esagono
Il modello dell'azienda come sistema aperto, forte della base teorica costituita dalla teoria dei sistemi, fornisce finalmente un adeguato costrutto concettuale ed una metodologia per la progettazione dei sistemi organizzativi, coinvolgendo contemporaneamente, in modo armonico ed interdipendente, tutte le dimensioni del sistema azienda, in modo tale che non è possibile agire su una o più dimensioni senza influenzare e predeterminare i comportamenti di tutte le altre.
Per capire meglio questo concetto consideriamo il seguente esempio: un'università pubblica definisce il suo nuovo piano strategico individuando l'obiettivo di incrementare del 20% all'anno, per i prossimi tre anni, le iscrizioni alle facoltà tecniche, attraverso una strategia basata sullo sviluppo dell'immagine anche al di fuori del territorio di competenza, il miglioramento della qualità dei servizi agli studenti, la creazione di una scuola post universitaria in grado di realizzare master di alta qualità e rispondenza alle richieste del mercato del lavoro.
Per rendere fattivo il piano strategico è necessario pianificare e realizzare un programma di cambiamento che riguarda le altre cinque dimensioni dell'esagono. Nell'ambito di questo piano, viene creata la posizione di Responsabile Marketing e Sviluppo, prima non presente (struttura e ruoli). Questa posizione, per funzionare, necessita di essere inserita in un flusso informativo interno ed esterno e di collegarsi ad altre funzioni, ad esempio quella preposta alla progettazione didattica (meccanismi operativi), potendo influenzare ed indirizzare le azioni di queste funzioni e scambiare con le stesse le informazioni indispensabili per operare. Tutto ciò ha un'influenza importante sulla cultura organizzativa, che deve evolversi verso modelli di maggiore orientamento ed attenzione ai propri clienti esterni – gli studenti – ed interni – i colleghi che partecipano all'erogazione del servizio (clima, cultura e valori). Altresì, è scontata la necessità di individuare all'interno, oppure acquisire dall'esterno, una o più persone in grado di ricoprire in modo efficace la posizione (persone), come pure sarà necessario attivare un'azione formativa per il personale coinvolto nel progetto. Infine, difficilmente questo progetto produrrà risultati se non sarà sostenuto da opportune azioni retributive ed incentivanti (sistema premiante), realizzate in modo tale da non creare squilibri e sperequazioni retributive e di carriera all'interno. In sintesi, anche agendo su una singola dimensione del sistema azienda, tutte le altre dimensioni sono influenzate e se non si controlla e governa il processo in modo mirato e consapevole si rischiano eventi spontanei di adattamento o reazione che faranno fallire il progetto di cambiamento o ne faranno sfuggire il controllo a chi governa l'azienda stessa.
La visione sistemica dell'azienda è un incoraggiamento rivolto alla psicologia delle organizzazioni affinché si confronti in modo ancora più profondo con la scienza dell'organizzazione; di contro, ne discende che ogni nuovo approccio o modello organizzativo non può non fare i conti con la psicologia delle organizzazioni, con i suoi modelli ed i suoi costrutti teorici. Questo connubio ha dato vita ad un modo nuovo di affrontare la progettazione e l'attuazione dei cambiamenti organizzativi, lo sviluppo organizzativo, un approccio innovativo che tratta il sistema organizzativo come una struttura vitale, in costante evoluzione, integrando modelli e metodi di progettazione ed implementazione dell'organizzazione.

## Sviluppo organizzativo
Lo sviluppo organizzativo si definisce come una serie d'attività basate sui concetti e metodi della scienza del comportamento, e destinate a rafforzare l'efficienza complessiva e lo stato di salute dell'organizzazione. Temi principali sono l'ambiente organizzativo, lo scambio d'informazioni, la comunicazione, la costituzione di gruppi di lavoro, l'istituzione di rapporti di collaborazione tra unità ed altri temi simili. Una speciale attenzione è rivolta all'individuazione e alla trasformazione dei valori, atteggiamenti, relazioni interpersonali e processi organizzativi.
Operare secondo il modello dello sviluppo organizzativo significa progettare, gestire e monitorare l'organizzazione nel continuum temporale nel quale essa si colloca, creando i presupposti perché l'organizzazione stessa sviluppi i propri processi evolutivi nella direzione voluta.
Per illustrare meglio questo concetto, si pensi che per lungo tempo, per l'influenza del modello dell'organizzazione scientifica del lavoro, la progettazione organizzativa si era sviluppata con obiettivi e modalità simili a qualsiasi altra attività progettuale, ad esempio, la progettazione di un edificio, con l'unica differenza che in un caso valevano le leggi dell'economia e dell'organizzazione, nell'altro caso si applicavano le leggi della statica ed i principi dell'architettura. Partendo da obiettivi predefiniti, risorse disponibili, criteri di funzionalità e fruibilità, si cercava di realizzare un progetto quanto più attinente alle specifiche definite ottimizzando tempi, costi ed applicando logiche di efficienza.
Lo sviluppo organizzativo genera organizzazioni dinamiche, per le quali la rispondenza alle specifiche di progetto è solo il requisito di base di partenza, la condizione necessaria ma non sufficiente, mentre la vera qualità viene dalla capacità dell'organizzazione stessa di autoaggiornarsi, di mantenere, anzi di accrescere la sua eccellenza sviluppandosi come un organismo vivente che è in grado di apprendere dalle esperienze. Su questo tema, ci sono riferimenti a diverse fonti autorevoli, in modo particolare gli studi sui sistemi viventi di Bertalanffy  e più recentemente, un importante contributo teorico ci viene dagli studi di Humberto Maturana e Francisco Varela sui sistemi autopoietici. Queste considerazioni dimostrano che la psicologia del lavoro ha sempre più bisogno di conoscere modelli e costrutti teorici di altre discipline, anche d'origini lontane, per integrare i suoi modelli ed approcci, coerentemente con gli sviluppi dell'epistemologia verso un recupero di quella trasversalità e multidisciplinarità che ha caratterizzato per migliaia di anni la conoscenza umana.